# Nattlampa

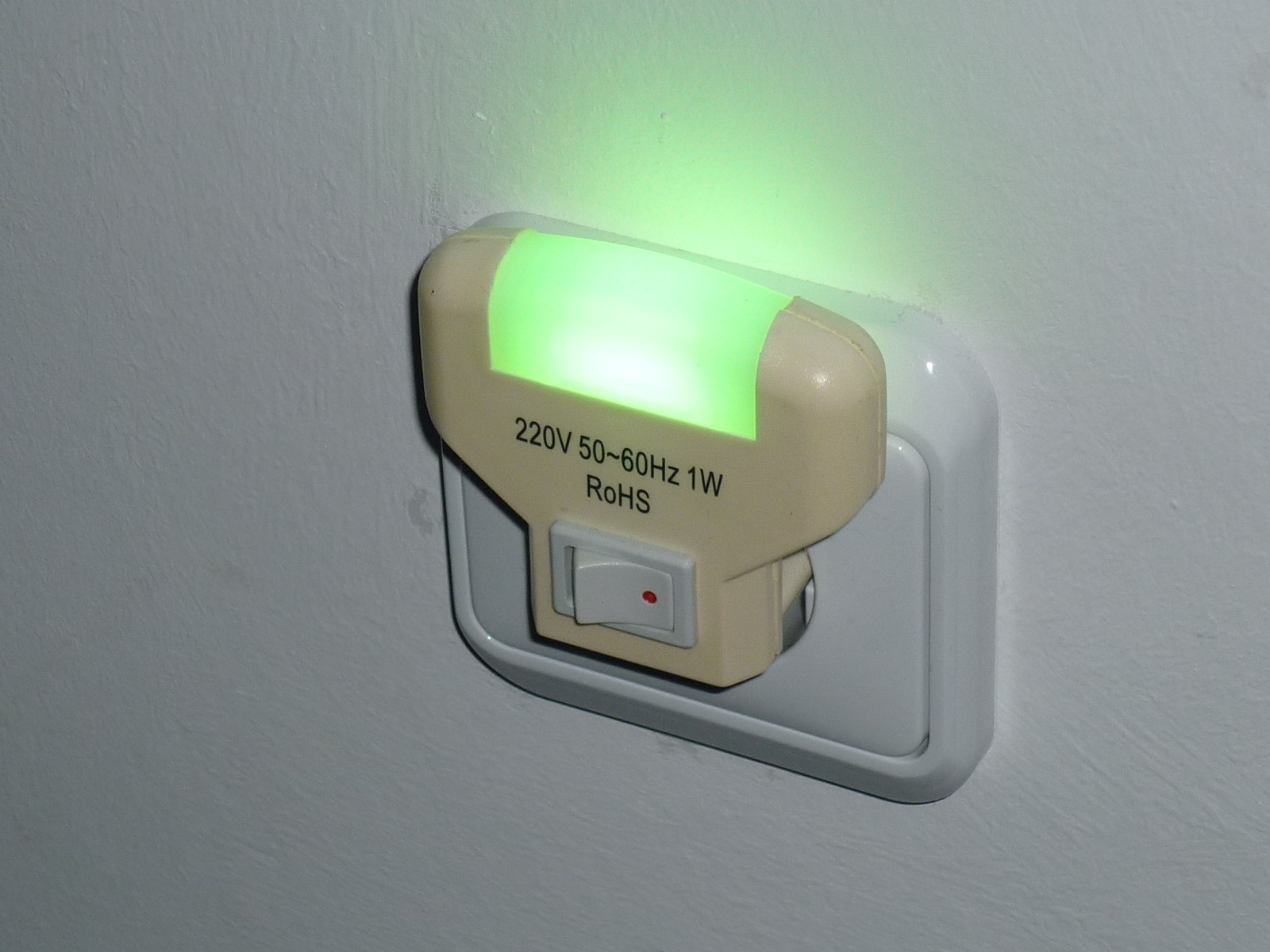
En nattlampa med knapp

Nattlampa är en lampa som är tänd när man går och lägger sig och som förblir tänd under hela natten. Nattlampa kan användas när man inte trivs med att sova i ett helt nersläckt rum eller som ledljus om man måste gå upp under natten.  En nattlampa avger ofta ett ganska svagt ljus.